# Palasca
Palasca település Franciaországban, Haute-Corse megyében. Lakosainak száma 190 fő (2022. január 1.). Palasca Novella, Belgodère, Olmi-Cappella, San-Gavino-di-Tenda és Urtaca községekkel határos.

## Népesség
A település népességének változása:
| Lakosok száma | 72   | 85   | 115  | 131  | 157  | 163  | 170  | 184  | 185  | 190  |
|               | 1968 | 1982 | 1990 | 2006 | 2013 | 2015 | 2017 | 2019 | 2020 | 2022 |